# 프리베이스
프리베이스(Freebase)는 메타데이터로 구성된 지식 베이스로 주로 자체 커뮤니티 멤버들에 의해 만들어졌다. 여러 개인들의 “위키" 노력

을 비롯한 많은 소스들로부터 만들어진 구조적 데이터(Structured Data)의 온라인 컬렉션(Online Collection)이다. 프리베이스는 사람이 (그리고 머신이) 좀 더 효과적으로 공용의 정보를 엑세스할 수 있도록 글로벌 리소스를 만드는 것을 목표로 한다. 프리베이스는 미국 소프트웨어 회사인 메타웹(Metaweb)에 의해 개발되었으며, 2007년 3월부터 일반에게 사용할 수 있도록 운영되고 있다. 메타웹은 2010년 7월 16일 구글에 비공개로 인수되었다. 2015년 3월 전까지 프리베이스 데이터를 위키데이터로 옮길 수 있도록 도구가 제공되고, 2015년 3월 31일에 프리베이스 편집이 불가능해지고, 동년 6월 말까지 프리베이스 운영을 중단한다고 구글이 밝혔다.
프리베이스 데이터는 상업적으로는 자유 소프트웨어(free/libre)로, 비상업적으로는 크리에이티브 커먼즈로 이용이 가능하며, 프로그래머들에게는 오픈 API와 데이터베이스 덤프가 제공된다.

## 같이 보기
- Cyc
- 디비피디아
- 개체-관계 모델
- 위키데이터